# Jaroslav ze Šternberka a Veselí
Jaroslav ze Šternberka a Veselí († 1. listopadu 1420) byl český šlechtic, který pocházel z rodu Šternberků.
Jeho otcem byl Jaroslav, který pocházel z konopišťské větve rodu. Mladý Jaroslav získal hrad Veselí, o který se však s ním roku 1406 soudil bezúspěšně Petr z Kravař a Plumlova. Jaroslav se oženil s Kunkou z Lomnice a velice dobře vycházel se svým tchánem Janem z Lomnice i s jeho synem a svým švagrem Janem z Lomnice mladším, kterého vzal ve spolek na své statky. Jaroslav se pokoušel dále rozšiřovat své statky na Moravě. V roce 1417 dokonce získal díky své vzdálené příbuzné Eliščce hrad Starý Světlov a několik vesnic.
Jaroslav připojil svůj podpis k protestu, kterým se čeští a moravší páni 8. května 1415 ohradili proti zatčení Jana Husa. Po vypuknutí husitských válek však stál na straně krále Zikmunda, což mu bylo osudným. Byl zabit 1. listopadu 1420 v bitvě pod Vyšehradem.
Zanechal po sobě pouze dvě dcery, Annu a Kateřinu.